# Liste der Gedenkmünzen der Bundesrepublik Deutschland (DM)

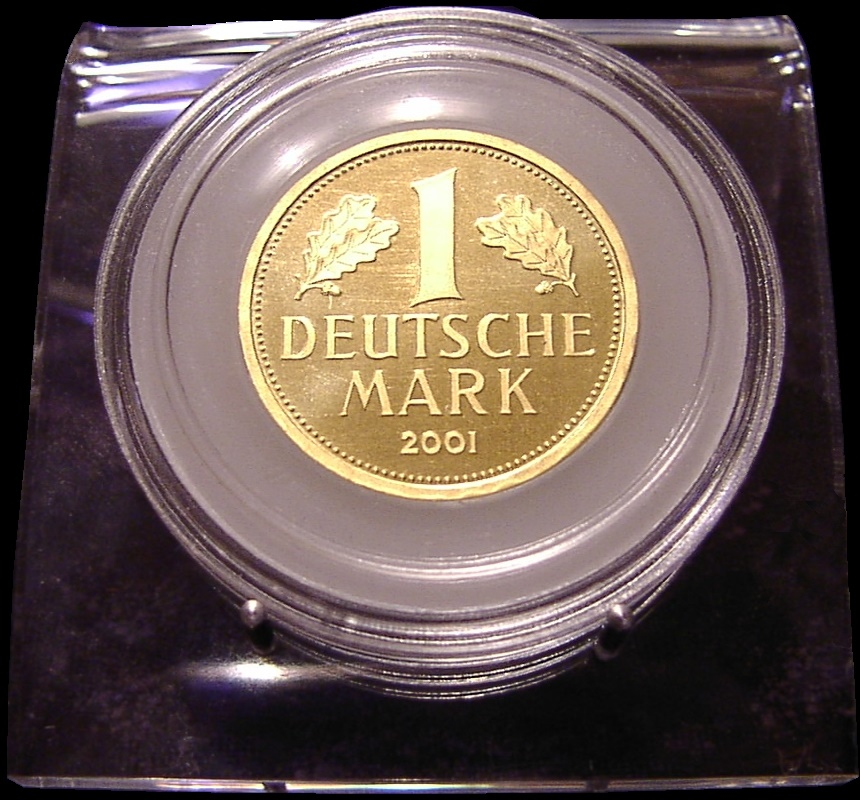
Die Wertseite der DM-Goldmünze

Von 1953 bis 2001 wurden von der Bundesrepublik Deutschland 87 Gedenkmünzen mit der Währungsbezeichnung Deutsche Mark ausgegeben. Bis auf eine goldene Gedenkmünze bestanden sie alle aus unterschiedlich hohen Silberlegierungen oder Magnimat, einer Kupfer-Nickel-Legierung. Die Qualitäten der Prägung waren Stempelglanz (st) und Spiegelglanz (sp); Bekanntmachungen der Bundesregierung über Münzprägungen enthalten seit 1997 Zahlen über den Anteil von Spiegelglanzmünzen.
Die ersten fünf Gedenkmünzen wurden in einem Zeitraum von 14 Jahren ausgegeben. Sie hatten eine sehr geringe Auflage und sind die gesuchtesten Münzen für Sammler der Deutschen Mark. Aufgrund ihrer Seltenheit existieren verschiedene gesetzlich erlaubte Nachahmungen (§ 11 des Münzgesetzes); sie sind für Numismatiker allerdings bedeutungslos.
In den folgenden 34 Jahren wurden 82 verschiedene Motive geprägt. Die Auflage war mit anfangs häufig über acht Millionen Exemplaren bezogen auf die Einwohnerzahl der Bundesrepublik relativ hoch. Im Laufe der Jahre wurde die Menge auf zum Schluss zwei Millionen abgesenkt.
Bemerkenswert ist, dass 1990 nach dem Beitritt der DDR keine Erhöhung der Auflagezahlen stattfand, obwohl die Bevölkerungszahl Deutschlands und damit die Anzahl der Münzensammler stieg.
Die Gedenkmünzen mit der auch heute noch höchsten Auflage wurden anlässlich der Olympischen Spiele 1972 in München herausgegeben. Es gab eine Serie mit fünf Motiven zu je 20 Millionen Stück. Eine Prägung wurde mit zwei unterschiedlichen Motivseiten hergestellt: Die erste Auflage der Gedenkmünze zeigte das Symbol der Spiele, die Strahlenspirale mit der falschen Umschrift Spiele der XX. Olympiade 1972 in Deutschland. Nach dem Einspruch des IOC-Präsidenten Avery Brundage wurde die zweite Auflage mit der korrekten Umschrift Spiele der XX. Olympiade 1972 in München versehen: Die Ausrichtung der Olympischen Spiele wird nie an ein Land, sondern immer nur an eine Stadt vergeben.
Das ursprüngliche Münzmaterial der 5-DM-Gedenkmünzen war eine Silberlegierung. Als der Materialpreis durch die Silberspekulation den Münzwert überstieg, wurde ab 1980 Magnimat verwendet. Einige schon geprägte Münzen gelangten dennoch in den Umlauf, der Rest wurde eingeschmolzen. Gedenkmünzen zum Nennwert von 10 DM bestanden immer aus Silberlegierungen.
Die einzige Goldmünze mit der Bezeichnung Deutsche Mark bedurfte einer Gesetzesänderung, da sie von der Deutschen Bundesbank ausgegeben wurde. Sie entsprach in den Abmessungen einer normalen 1-DM-Kursmünze, hatte aber auf der Motivseite die Umschrift Deutsche Bundesbank. Diese Goldmünze hatte einen Nennwert von einer Deutschen Mark; der Ausgabepreis betrug durch den Materialwert 250 DM. Es existieren verschiedene vergoldete Exemplare der originalen 1-DM-Münze, die aber durch die Prägung Bundesrepublik Deutschland eindeutig von der Goldmünze zu unterscheiden und für Münzsammler bedeutungslos sind.

## Prägezeichen
Der aus der ehemaligen Münze Berlin zu Zeiten der DDR hervorgegangene Volkseigene Betrieb Münze Berlin prägt seit 1990 unter dem neuen Namen Staatliche Münze Berlin für das Finanzministerium der Bundesrepublik Deutschland. Das historische wie auch heute verwendete Prägezeichen ist das „A“; die erste dort hergestellte bundesdeutsche Gedenkmünze zeigt das Brandenburger Tor.
Die Kennbuchstaben der deutschen Münzprägeanstalten lauten: „A“ (Berlin), „D“ (München), „F“ (Stuttgart), „G“ (Karlsruhe) und „J“ (Hamburg).

## 5-DM-Gedenkmünzen
Zwischen 1953 und 1986 wurden 43 verschiedene 5-DM-Gedenkmünzen geprägt, davon 28 Stück in 625er Silber.
| Nennwert: 5 Deutsche Mark (28 Stück; ausgegeben von 1953 bis 1979) Material: 62,5 % Silber, 37,5 % Kupfer – Durchmesser: 29 mm – Gewicht: 11,2 g                             |           |                    | |                  |                  |                  |
| Abbildung | Abbildung | Ausgabedatum       | Anlass Randschrift                                                                                   | Präge- stätte(n) | geprägte Auflage | geprägte Auflage |
| Bildseite | Wertseite | Ausgabedatum       | Anlass Randschrift                                                                                   | Präge- stätte(n) | st               | sp               |
| |           | 11. September 1953 | 100 Jahre Germanisches Museum Nürnberg EINIGKEIT UND RECHT UND FREIHEIT                              | D                | 198.760          | 1.240            |
| |           | 9. Mai 1955        | 150. Todestag von Friedrich von Schiller SEID EINIG, EINIG, EINIG                                    | F                | 198.783          | 1.217            |
| |           | 1. November 1955   | 300. Geburtstag von Ludwig Wilhelm Markgraf von Baden SCHILD DES REICHES                             | G                | 198.000          | 2.000            |
| |           | 26. November 1957  | 100. Todestag von Joseph Freiherr von Eichendorff GRÜSS DICH DEUTSCHLAND AUS HERZENSGRUND            | J                | 198.000          | 2.000            |
| |           | 14. März 1966      | 150. Todestag von Johann Gottlieb Fichte NUR DAS MACHT GLÜCKSELIG WAS GUT IST                        | J                | 495.000          | 5.000            |
| |           | 14. Februar 1967   | 250. Todestag von Gottfried Wilhelm Leibniz MAGNUM TOTIUS GERMANIAE DECUS                            | D                | 1.925.000        | 75.000           |
| |           | 6. Dezember 1967   | 200. Geburtstag von Wilhelm und Alexander von Humboldt FREIHEIT ERHÖHT – ZWANG ERSTICKT UNSERE KRAFT | F                | 1.940.000        | 60.000           |
| |           | 17. Oktober 1968   | 150. Geburtstag von Friedrich Wilhelm Raiffeisen EINER FÜR ALLE – ALLE FÜR EINEN                     | J                | 3.942.500        | 140.000          |
| |           | 11. November 1968  | 500. Todestag von Johannes Gutenberg GESEGNET SEI – WER DIE SCHRIFT ERFAND                           | G                | 2.930.000        | 100.000          |
| |           | 18. Dezember 1968  | 150. Geburtstag von Max von Pettenkofer HYGIENE STREBT, DER ÜBEL WURZEL AUSZUROTTEN                  | D                | 2.930.000        | 100.000          |
| |           | 17. November 1969  | 150. Geburtstag von Theodor Fontane DER FREIE NUR IST TREU                                           | G                | 2.900.000        | 170.000          |
| |           | 8. Juli 1970       | 375. Todestag von Gerhard Mercator TERRAE DESCRIPTIO AD USUM NAVIGANTIUM                             | F                | 4.804.000        | 200.000          |
| |           | 7. September 1971  | 200. Geburtstag von Ludwig van Beethoven ALLE MENSCHEN WERDEN BRÜDER                                 | F                | 4.800.000        | 200.000          |
| |           | 24. November 1971  | 100. Jahrestag der Reichsgründung EINIGKEIT UND RECHT UND FREIHEIT                                   | G                | 4.800.000        | 200.000          |
| |           | 12. Dezember 1972  | 500. Geburtstag von Albrecht Dürer DER ALLER EDELST SINN DER MENSCHEN IST SEHEN                      | D                | 7.800.000        | 200.000          |
| |           | 17. Mai 1973       | 500. Geburtstag von Nikolaus Kopernikus IN MEDIO OMNIUM RESIDET SOL                                  | J                | 7.750.000        | 250.000          |
| |           | 11. Dezember 1973  | 125. Jahrestag der Frankfurter Nationalversammlung 1848 in der Paulskirche EINIGKEIT RECHT FREIHEIT  | G                | 7.750.000        | 250.000          |
| |           | 15. Mai 1974       | 25 Jahre Grundgesetz der Bundesrepublik Deutschland DIE MENSCHENWÜRDE IST UNANTASTBAR                | F                | 7.750.000        | 250.000          |
| |           | 4. Dezember 1974   | 250. Geburtstag von Immanuel Kant ACHTUNG FUER'S MORALISCHE GESETZ                                   | D                | 7.750.000        | 250.000          |
| |           | 26. Februar 1975   | 50. Todestag von Friedrich Ebert DES VOLKES WOHL IST MEINER ARBEIT ZIEL                              | J                | 7.750.000        | 250.000          |
| |           | 22. Oktober 1975   | Europäisches Denkmalschutzjahr ZUKUNFT FÜR UNSERE VERGANGENHEIT                                      | F                | 7.750.000        | 250.000          |
| |           | 3. Dezember 1975   | 100. Geburtstag von Albert Schweitzer EHRFURCHT VOR DEM LEBEN                                        | G                | 7.750.000        | 250.000          |
| |           | 17. August 1976    | 300. Todestag von Hans Jacob Christoph von Grimmelshausen DER ABENTHEURLICHE SIMPLICISSIMUS          | D                | 7.750.000        | 250.000          |
| |           | 26. April 1977     | 200. Geburtstag von Carl Friedrich Gauss PAUCA SED MATURA                                            | J                | 7.750.000        | 250.000          |
| |           | 18. Oktober 1977   | 200. Geburtstag von Heinrich von Kleist FRIEDEN IST DIE BEDINGUNG DOCH VON ALLEM GLÜCK               | G                | 7.741.080        | 258.920          |
| |           | 10. Mai 1978       | 100. Geburtstag von Gustav Stresemann DURCH FRIEDEN UND VERSTÄNDIGUNG SIEGEN                         | D                | 7.740.880        | 259.120          |
| |           | 16. August 1978    | 225. Todestag von Balthasar Neumann WALLFAHRTSKIRCHE VIERZEHNHEILIGEN 1743 – 1772                    | F                | 7.740.880        | 259.120          |
| |           | 18. April 1979     | 150 Jahre Deutsches Archäologisches Institut MONUMENTIS AC LITTERIS                                  | J                | 7.740.880        | 259.120          |
| Nennwert: 5 Deutsche Mark (15 Stück; ausgegeben von 1980 bis 1986) Material: ca. 75 % Kupfer, 25 % Nickel mit Reinnickelkern (Magnimat) – Durchmesser: 29 mm – Gewicht: 10 g |           |                    | |                  |                  |                  |
| Abbildung | Abbildung | Ausgabedatum       | Anlass Randschrift                                                                                   | Präge- stätte(n) | geprägte Auflage | geprägte Auflage |
| Bildseite | Wertseite | Ausgabedatum       | Anlass Randschrift                                                                                   | Präge- stätte(n) | st               | sp               |
| |           | 24. September 1980 | 100. Geburtstag von Otto Hahn (Anm. 1) ERSTE SPALTUNG DES URANKERNS 1938                             | G                | 5.000.000        | 350.000          |
| |           | 9. Dezember 1980   | 750. Todestag von Walther von der Vogelweide WOL VIERZEC JAR HAB ICH GESUNGEN ODER ME                | D                | 5.000.000        | 350.000          |
| |           | 22. Oktober 1980   | 100-Jahr-Feier der Vollendung des Kölner Doms ZEUGNIS DES GLAUBENS – ZEICHEN DER EINHEIT             | F                | 5.000.000        | 350.000          |
| |           | 21. Juli 1981      | 200. Todestag von Gotthold Ephraim Lessing SIEH ÜBERALL MIT DEINEN EIGENEN AUGEN                     | J                | 6.500.000        | 350.000          |
| |           | 24. November 1981  | 150. Todestag von Carl Reichsfreiherr vom und zum Stein ICH HABE NUR EIN VATERLAND – DEUTSCHLAND     | G                | 6.500.000        | 350.000          |
| |           | 11. November 1982  | 10. Jahrestag der Umweltkonferenz der Vereinten Nationen DIE EINE ERDE SCHUETZEN                     | F                | 8.000.000        | 350.000          |
| |           | 7. Dezember 1982   | 150. Todestag von Johann Wolfgang von Goethe ZWISCHEN UNS SEI WAHRHEIT                               | D                | 8.000.000        | 350.000          |
| |           | 21. Juni 1983      | 100. Todestag von Karl Marx WAHRHEIT ALS WIRKLICHKEIT UND MACHT                                      | J                | 8.000.000        | 350.000          |
| |           | 10. November 1983  | 500. Geburtstag von Martin Luther GOTTES WORT BLEIBT IN EWIGKEIT                                     | G                | 8.000.000        | 350.000          |
| |           | 22. Mai 1984       | 150. Gründungstag Deutscher Zollverein ZOLLVEREIN – DEUTSCHLAND * EWG – EUROPA                       | D                | 8.000.000        | 350.000          |
| |           | 24. Oktober 1984   | 175. Geburtstag von Felix Mendelssohn Bartholdy IHR TÖNE SCHWINGT EUCH FREUDIG DURCH DIE SAITEN      | J                | 8.000.000        | 350.000          |
| |           | 21. Mai 1985       | Europäisches Jahr der Musik 1985 SCHÜTZ, BACH, HÄNDEL, SCARLATTI, BERG                               | F                | 8.000.000        | 350.000          |
| |           | 7. November 1985   | 150 Jahre Eisenbahn in Deutschland EISENBAHN NÜRNBERG-FÜRTH 7. DEZEMBER 1835                         | G                | 8.000.000        | 350.000          |
| |           | 24. Juni 1986      | 600 Jahre Ruprecht-Karls-Universität Heidelberg AUS TRADITION IN DIE ZUKUNFT                         | D                | 8.000.000        | 350.000          |
| |           | 22. Oktober 1986   | 200. Todestag von Friedrich dem Großen ICH BIN DER ERSTE DIENER MEINES STAATES                       | F                | 8.000.000        | 350.000          |

Anmerkungen

## 10-DM-Silbermünzen
Zwischen 1970 und 2001 wurden 43 verschiedene 10-DM-Gedenkmünzen geprägt.
Die Trennung der Liste der 10-DM-Münzen mit einem Silbergehalt von 62,5 % ist bedingt durch die offiziellen Bezeichnungen Feinsilber und Silber.
| Nennwert: 10 Deutsche Mark (6 Stück; ausgegeben von 1970 bis 1972) Material: 62,5 % Silber, 37,5 % Kupfer – Durchmesser: 32,5 mm – Gewicht: 15,5 g  |           |                                                                 | |                       |                  |                  |
| Abbildung | Abbildung | Ausgabedatum                                                    | Anlass Randschrift                                                                                   | Präge- stätte(n)      | geprägte Auflage | geprägte Auflage |
| Bildseite | Wertseite | Ausgabedatum                                                    | Anlass Randschrift                                                                                   | Präge- stätte(n)      | st               | sp               |
| |           | 26. Januar 1970                                                 | Olympiamünze Strahlenspirale mit Umschrift „Deutschland“ CITIUS ALTIUS FORTIUS                       | D, F, G, J            | 4× 2.375.000     | 4× 125.000       |
| |           | 20. Juli 1971                                                   | 2. Motiv der Olympiamünze – Ausgabe 1970 Verschlungene Arme als Symbol CITIUS ALTIUS FORTIUS         | D, F, G, J            | 4× 4.875.000     | 4× 125.000       |
| |           | 8. Dezember 1971                                                | 3. Motiv der Olympiamünze – Ausgabe 1971 Darstellung einer Sportlergruppe CITIUS ALTIUS FORTIUS      | D, F, G, J            | 4× 4.850.000     | 4× 150.000       |
| |           | 9. Mai 1972                                                     | 4. Motiv der Olympiamünze Teil der Sportstätten in München CITIUS ALTIUS FORTIUS                     | D, F, G, J            | 4× 4.850.000     | 4× 150.000       |
| |           | 5. Juli 1972                                                    | Olympiamünze – 1. Motiv / Aufstockung Strahlenspirale mit Umschrift „München“ CITIUS ALTIUS FORTIUS  | D, F, G, J            | 4× 2.350.000     | 4× 150.000       |
| |           | 22. August 1972                                                 | 5. Motiv der Olympiamünze Olympisches Feuer mit Spirale und Ringen CITIUS ALTIUS FORTIUS             | D, F, G, J            | 4× 4.850.000     | 4× 150.000       |
| Nennwert: 10 Deutsche Mark (23 Stück; ausgegeben von 1987 bis 1997) Material: 62,5 % Silber, 37,5 % Kupfer – Durchmesser: 32,5 mm – Gewicht: 15,5 g |           |                                                                 | |                       |                  |                  |
| Abbildung | Abbildung | Ausgabedatum                                                    | Anlass Randschrift                                                                                   | Präge- stätte(n)      | geprägte Auflage | geprägte Auflage |
| Bildseite | Wertseite | Ausgabedatum                                                    | Anlass Randschrift                                                                                   | Präge- stätte(n)      | st               | sp               |
| |           | Berlin (West): 30. April 1987 BR Deutschland: 9. September 1987 | 750-Jahr-Feier Berlins EINIGKEIT UND RECHT UND FREIHEIT                                              | J                     | 8.000.000        | 350.000          |
| |           | 25. November 1987                                               | 30 Jahre Römische Verträge ADENAUER BECH DE GASPERI LUNS SCHUMAN SPAAK                               | G                     | 8.000.000        | 350.000          |
| |           | 21. September 1988                                              | 200. Geburtstag von Arthur Schopenhauer DIE WELT ALS WILLE UND VORSTELLUNG                           | D                     | 8.000.000        | 350.000          |
| |           | 23. November 1988                                               | 100. Todestag von Carl Zeiss OPTIK FÜR WISSENSCHAFT UND TECHNIK                                      | F                     | 8.000.000        | 350.000          |
| |           | 17. Mai 1989                                                    | 40 Jahre Bundesrepublik Deutschland 40 JAHRE FRIEDEN UND FREIHEIT                                    | G                     | 8.000.000        | 350.000          |
| |           | 20. September 1989                                              | 2.000 Jahre Bonn BONN BLÜHE UND BLEIBE                                                               | D                     | 8.000.000        | 350.000          |
| |           | 8. November 1989                                                | 800 Jahre Hafen und Hamburg HAMBURG TOR ZUR WELT                                                     | J                     | 8.000.000        | 350.000          |
| |           | 8. Juni 1990                                                    | 800. Todestag von Kaiser Friedrich I. Barbarossa HONOR IMPERII                                       | F                     | 7.450.000        | 400.000          |
| |           | 4. September 1991                                               | 800 Jahre Deutscher Orden ES BLEIB IN GEDÄCHTNIS SO LANG GOTT WILL                                   | J                     | 8.400.000        | 450.000          |
| |           | 18. Dezember 1991                                               | 200 Jahre Brandenburger Tor DEUTSCHLAND EINIG VATERLAND                                              | A                     | 8.400.000        | 450.000          |
| |           | 3. Juli 1992                                                    | 125. Geburtstag von Käthe Kollwitz ICH WILL WIRKEN IN DIESER ZEIT                                    | G                     | 8.000.000        | 450.000          |
| |           | 9. Dezember 1992                                                | 150. Jahrestag der Friedensklasse des Ordens Pour le Mérite GEMEINSCHAFT VON GELEHRTEN UND KÜNSTLERN | D                     | 8.000.000        | 450.000          |
| |           | 16. Juni 1993                                                   | 1.000 Jahre Potsdam DAS GANZE EILAND MUSS EIN PARADIES WERDEN                                        | F                     | 7.500.000        | 450.000          |
| |           | 1993                                                            | 150. Geburtstag von Robert Koch MITBEGRUENDER DER BAKTERIOLOGIE                                      | J                     | 7.000.000        | 450.000          |
| |           | 6. Juli 1994                                                    | 50. Jahrestag des 20. Juli 1944 WIDERSTAND GEGEN DEN NATIONALSOZIALISMUS                             | A                     | 7.000.000        | 450.000          |
| |           | 15. November 1994                                               | 250. Geburtstag von Johann Gottfried Herder HUMANITÄT IST DER ZWECK DER MENSCHENNATUR                | G                     | 7.000.000        | 450.000          |
| |           | 3. Mai 1995                                                     | Wiederaufbau der Frauenkirche Dresden STEINERNE GLOCKE – SYMBOL FUER TOLERANZ                        | J                     | 7.000.000        | 450.000          |
| |           | 13. September 1995                                              | 150. Geburtstag von Wilhelm Conrad Röntgen ERSTER NOBELPREIS FUER PHYSIK 1901                        | D                     | 6.500.000        | 400.000          |
| |           | 5. Dezember 1995                                                | 800. Todestag Heinrichs des Löwen HEINRICH DER LOEWE AUS KAISERLICHEM STAMM                          | F                     | 6.500.000        | 400.000          |
| |           | 21. August 1996                                                 | 150 Jahre Kolpingwerk / Das Lebenswerk von Adolph Kolping TAETIGE LIEBE HEILT ALLE WUNDEN            | A                     | 5.600.000        | 400.000          |
| |           | 13. Februar 1997                                                | 500. Geburtstag des Reformators Philipp Melanchthon (Anm. 2) ZUM GESPRAECH GEBOREN                   | J (Anm. 3) A, D, F, G | 3.010.000        | 5× 152.272       |
| |           | 28. August 1997                                                 | 100 Jahre Dieselmotor GEDANKEN SIND DER MOTOR DER WELT                                               | F (Anm. 3) A, D, G, J | 3.000.000        | 5× 152.272       |
| |           | 6. November 1997                                                | 200. Geburtstag von Heinrich Heine DEUTSCHLAND – DAS SIND WIR SELBER – 1833                          | D (Anm. 3) A, F, G, J | 2.990.000        | 5× 152.272       |
| Nennwert: 10 Deutsche Mark (14 Stück; ausgegeben von 1998 bis 2001) Material: 92,5 % Silber, 7,5 % Kupfer – Durchmesser: 32,5 mm – Gewicht: 15,5 g  |           |                                                                 | |                       |                  |                  |
| Abbildung | Abbildung | Ausgabedatum                                                    | Anlass Randschrift                                                                                   | Präge- stätten        | geprägte Auflage | geprägte Auflage |
| Bildseite | Wertseite | Ausgabedatum                                                    | Anlass Randschrift                                                                                   | Präge- stätten        | st               | sp               |
| |           | 12. März 1998                                                   | 350 Jahre Westfälischer Friede FRIED ERNAEHRT UNFRIED VERZEHRT                                       | J (Anm. 3) A, D, F, G | 3.500.000        | 5× 200.000       |
| |           | 16. April 1998                                                  | 900. Geburtstag Hildegard von Bingen WISSE DIE WEGE DES HERRN                                        | G (Anm. 3) A, D, F, J | 3.500.000        | 5× 200.000       |
| |           | 19. Juni 1998                                                   | 50 Jahre Deutsche Mark EINIGKEIT UND RECHT UND FREIHEIT                                              | F (Anm. 3) A, D, G, J | 3.500.000        | 5× 200.000       |
| |           | 10. September 1998                                              | 300 Jahre Franckesche Stiftungen ER VERTRAUTE GOTT                                                   | A (Anm. 3) D, F, G, J | 3.500.000        | 5× 200.000       |
| |           | 21. Mai 1999                                                    | 50 Jahre Grundgesetz der Bundesrepublik Deutschland FÜR DAS GESAMTE DEUTSCHE VOLK                    | D (Anm. 3) A, F, G, J | 3.000.000        | 5× 162.300       |
| |           | 10. Juni 1999                                                   | 50 Jahre SOS-Kinderdörfer SOS-KINDERDÖRFER EINE IDEE FÜR DIE WELT                                    | J (Anm. 3) A, D, F, G | 3.000.000        | 5× 162.300       |
| |           | 12. August 1999                                                 | Weimar – Kulturstadt Europas / 250. Geburtstag Goethes WIRKE GUT SO WIRKST DU LÄNGER                 | F (Anm. 3) A, D, G, J | 3.000.000        | 5× 162.300       |
| |           | 13. Januar 2000                                                 | EXPO 2000 WELTAUSSTELLUNG EXPO 2000 HANNOVER                                                         | A (Anm. 3) D, F, G, J | 3.000.000        | 5× 165.260       |
| |           | 13. Januar 2000                                                 | Kaiser Karl der Große – Dom zu Aachen – 1200 Jahre URBS AQUENSIS – URBS REGALIS                      | G (Anm. 3) A, D, F, J | 3.000.000        | 5× 165.260       |
| |           | 13. Juli 2000                                                   | 250. Todestag von Johann Sebastian Bach 250. TODESTAG JOHANN SEBASTIAN BACH                          | F (Anm. 3) A, D, G, J | 3.000.000        | 5× 165.260       |
| |           | 28. September 2000                                              | 10 Jahre Deutsche Einheit WIR SIND DAS VOLK – WIR SIND EIN VOLK                                      | D (Anm. 3) A, F, G, J | 3.000.000        | 5× 165.260       |
| |           | 11. Januar 2001                                                 | Albert Gustav Lortzing 1801–1851 ZAR UND ZIMMERMANN * WILDSCHUETZ * UNDINE                           | J (Anm. 3) A, D, F, G | 2.500.000        | 5× 165.260       |
| |           | 13. Juni 2001                                                   | 750 Jahre Katharinenkloster Stralsund – 50 Jahre Meeresmuseum Stralsund OHNE WASSER KEIN LEBEN       | A (Anm. 3) D, F, G, J | 2.500.000        | 5× 165.260       |
| |           | 5. September 2001                                               | 50 Jahre Bundesverfassungsgericht ...IM NAMEN DES VOLKES...IM NAMEN DES VOLKES...                    | G (Anm. 3) A, D, F, J | 2.000.000        | 5× 153.260       |

Anmerkungen

## 1-DM-Goldmünze
| Nennwert: 1 Deutsche Mark Material: 99,99 % Gold – Durchmesser: 23,5 mm – Gewicht: 12 g |           |               |                               |                |                |                  |                  |
| Abbildung                                                                               | Abbildung | Ausgabedatum  | Anlass                        | Entwurf        | Präge- stätten | geprägte Auflage | geprägte Auflage |
| Bildseite                                                                               | Wertseite | Ausgabedatum  | Anlass                        | Entwurf        | Präge- stätten | st               | sp               |
|                                                                                         |           | 26. Juli 2001 | Gedenken an die Deutsche Mark | Josef Bernhart | A, D, F, G, J  | 5 × 200.000      | –                |